# Суматранський носоріг
Суматра́нський носорі́г (Dicerorhinus sumatrensis) — найменший представник родини носорогів, який мешкає в південній та південно-східній Азії.

## Опис
Найдавніший вид серед тепер існуючих носорогів, близький до третичних викопних видів носорогів.
Суматранський носоріг має у довжину — 2,5-2,8 м, висоту у плечах — 1,1 — 1,5 м, вагу до 800 кг. Має два роги, передній з них до 25 см завдовжки, а задній ріг лише у вигляді тупого піднесення. Цей вид носорогів має різці (на відміну від інших), тулуб його покрито негустим волоссям, щіточки волосся розвинуті у вухах.

## Спосіб життя
Суматранський носоріг живе здебільшого у тропічних лісах. Харчується він рослинною їжею та фруктами. Він з'їдає до 50 кг на день.
Найактивніший цей вид носорогів зранку і вночі. Дуже полюбляє приймати ванни з багнюки, в яких може проводити до 5-7 годин. Тут йому допомагають звільнятися від кліщів буйволові птахи та болотні черепахи.
Самець суматранського носорогу стає статевозрілим у віці 10 років, самка - 6-7 років. Вагітність у носорогів триває 15-16 місяців. Народжені носороги важать до 60 кг. Він до 15 місяців харчується молоком матері, тримається разом з нею до 3 років.

## Розповсюдження
Раніше був широко розповсюджений у Бангладеш, Східній Індії, М'янмі, Таїланді, Камбоджі, Лаосі, Малайському півострові, Індонезії, зокрема на островах Калімантан та Суматрі. Саме на останньому він вперше був побачений європейцем у 1793 році. Це й дано назву всьому виду цих носорогів. Суматранський носоріг має три підвиди: північний суматранський носоріг, східний суматранський носоріг, західний суматранський носоріг.
На початку XXI століття вид знаходився на межі виживання. За різними відомостями цих носорогів залишилося у дикій природі від 150 до 275 тварин. Головним чином вони мешкають на островах Суматра, Калімантан, Ява, деякі на Малайському півострові, невеликі групи у Таїланді, Камбоджі, М'янмі. Хоча повних даних щодо чисельності суматранського носорогу дуже мало.
Головна причина зникнення суматранського носорога - це діяльність людини - вирубка тропічних лісів, браконьєрство.
Вважається, що є реальна загроза зникнення цього виду тварин
Остання самиця у неволі в Малайзії померла 23 листопада 2019 року. Оскільки вченим не вдалося знайти інших осіб на волі на території країни, цей вид вважається локально вимерлим у континентальній Малайзії.